# 上名寄駅

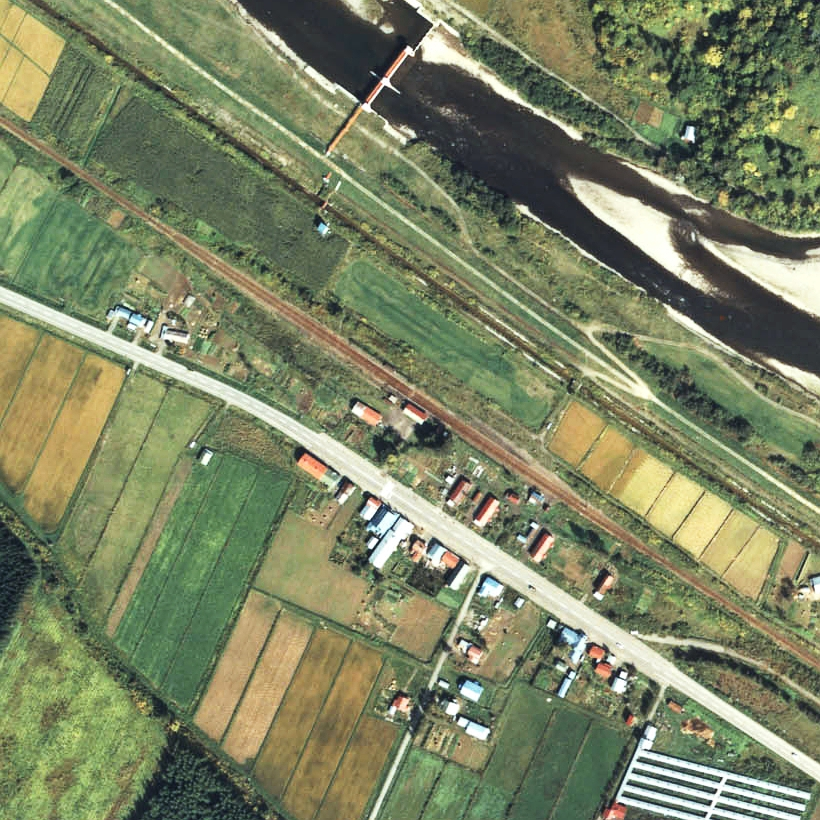
1977年の上名寄駅と周囲約500m範囲。無人化直前の姿。右下が紋別方面。千鳥式ホーム2面2線と、駅横名寄側、駅裏紋別側にそれぞれ引込み線を有するが、引込み線やストックヤードは使用されなくなって久しいようである。無人化後は駅舎ホーム側に棒線化された。

上名寄駅（かみなよろえき）は、北海道（上川支庁）上川郡下川町上名寄にかつて存在した、北海道旅客鉄道（JR北海道）名寄本線の駅（廃駅）である。事務管理コードは▲122102。

## 歴史
- 1919年（大正8年）10月20日 - 鉄道院名寄線の名寄 - 下川間開通に伴い開業[1]。一般駅[1]。
- 1923年（大正12年）11月5日 - 路線名を名寄本線に改称、それに伴い同線の駅となる。
- 1949年（昭和24年）6月1日 - 日本国有鉄道に移管。
- 1960年（昭和35年）9月15日 - 貨物取扱い廃止[1]。
- 1978年（昭和53年）12月1日 - 荷物取扱い廃止[1][3]。同時に出札・改札業務を停止し、旅客業務について無人化[4]。但し、閉塞扱いの運転要員は継続配置。
- 1986年（昭和61年）11月1日 - 交換設備を廃止し、完全無人化。
- 1987年（昭和62年）4月1日 - 国鉄分割民営化により、JR北海道に継承[1]。
- 1989年（平成元年）5月1日 - 名寄本線の全線廃止に伴い、廃駅となる[1]。

### 駅名の由来
所在地名より。

## 駅構造
廃止時点で、単式ホーム1面1線を有する地上駅であった。ホームは、線路の南側（遠軽方面に向かって右手側）に存在した。
国鉄時代末期に無人化されるまでは、相対式ホーム2面2線を有する列車交換可能な交換駅であった。互いのホームは、駅舎側ホーム中央部分と対向側ホーム東側を結んだ構内踏切で連絡していた。駅舎側（南側）ホームが上り線、対向側ホームが下り線となっていた。そのほか、下り線の遠軽方から北側に分岐し対向側ホーム手前附近で行き止まりとなっていた側線を1線有していた。
無人駅扱いの運転取扱い要員のみが配置されていた時期を経て完全無人駅となっていたが、有人駅時代の駅舎が残っていた。駅舎は構内の南側（遠軽方面に向かって右側）に位置し、上り線ホーム中央部分に接していた。ホームの長さは50mで、2輌編成の列車がやっと停車できる長さであった。

## 利用状況
乗車人員の推移は以下のとおり。年間の値のみ判明している年については、当該年度の日数で除した値を括弧書きで1日平均欄に示す。乗降人員のみが判明している場合は、1/2した値を括弧書きで記した。
| 年度               | 乗車人員 | 乗車人員 | 出典  | 備考 |
| 年度               | 年間     | 1日平均  | 出典  | 備考 |
| ------------------ | -------- | -------- | ----- | ---- |
| 1978年（昭和53年） |          | 記載なし | [ 6 ] |      |

## 駅周辺
- 国道239号（下川国道）[7]
- 上名寄郵便局
- 名寄川[7]
- 名士バス「上名寄12線」停留所 - 駅名標が現存する

## 駅跡
2000年（平成12年）時点では貯木場となっており、跡形も無くなっていた。2010年（平成22年）時点では、駅跡付近の国道沿いのバス停留所に駅名標が設置されているのみであった。2011年（平成23年）時点でも同様であるが、この駅名標は新しく設置されたレプリカで、上部に「上名寄駅跡」と記載されていた。また駅跡地は仮囲いで囲われており、建築資材などが保管されている模様であった。

## 隣の駅
北海道旅客鉄道
名寄本線
中名寄駅 - 上名寄駅 - 矢文駅